# Prodosia (bướm đêm)
Prodosia là một chi bướm đêm thuộc họ Noctuidae.